# Raffaele Ganci
Raffaele Ganci (Palermo, 4 de enero de 1932-Milán, 3 de junio de 2022) fue un miembro de la mafia perteneciente al barrio de Noce de Palermo. Se le consideraba la mano derecha de Toto Riina, y tenía un asiento en la Comisión de la mafia siciliana.

## Hombre de confianza de Riina
Estaba muy unido a los corleonesi de Riina, con quien exterminó a las otras familias mafiosas de Palermo en la Segunda guerra de la mafia. Se le consideró responsable de los jefes Stefano Bontate y Salvatore Inzerillo en 1981. Una de sus varias condenas a cadena perpetua que recibió fue por el asesinato del general y prefecto de Palermo Carlo Alberto Dalla Chiesa.
Riina lo integró en la Comisión en 1983 por el mandamento de Noce. Como miembro de la Comisión ordenó los asesinatos de los jueces Giovanni Falcone y Paolo Borsellino en 1992.

## La carnicería
Su familia, en los años 1970, regentaba una carnicería próspera en la calle Lo Jacono, en Palermo. Durante el día, él y sus hijos Calogero, Stefano y Domenico servían a los clientes, pero de vez en cuando alguno de ellos se ausentaba para llevar a cabo algún delito ordenado por la Cosa Nostra: un asesinato, un ataque incendiario, una feroz intimidación, etc. El negocio se encontraba cerca de las residencias de los jueces Rocco Chinnici, en Via Pipitone Federico, y de Giovanni Falcone. Las mujeres de los jueces eran frecuentemente atendidas por ellos en la carnicería, y todo esto mientras los Ganci preparaban y realizaban el asesinato de sus maridos.
El 10 de junio de 1993 fue arrestado en Terrasini tras cinco años en fuga, junto con su hijo Calogero Ganci y su yerno Francesco Paolo Anselmo.

## Hijo arrepentido
Su hijo Calogero Ganci se convirtió en pentito y testimonio clave en 1996, confesando más de cien asesinatos. Testificó contra su padre y sus hermanos sobre la implicación en los asesinatos del juez Chinnici, de Ninni Cassarà, del capitán D'Aleo y del primer pentito de la mafia, Leonardo Vitale.
Calogero dio el voto favorable en la Comisión sobre la decisión de matar a los jueces Falcone y Borsellino, y sus dos hijos tomaron parte del comando que ejecutó la orden. Después tuvo serias dudas sobre la utilidad de los atentados del 1993 (en aquellos años la Cosa Nostra estaba destinada a perder su batalla contra el Estado y hacía falta cambiar de estrategia). De todas maneras, prevaleció la línea dura  - la influencia de Totò Riina en el seno de la Comisión era muy fuerte aún - y pocos meses después, una serie de bombas colocadas en Via dei Georgofili de Florencia, en Via Palestro de Milán y en la Plaza de San Juan en Letrán y Via San Teodoro de Roma causaron la muerte de diez personas e hirieron a 93, así como un significativo daño en obras artísticas y arquitectónicas del país. Su hijo Calogero afirmó durante una de sus declaraciones: "Mi padre me dijo que la Cosa Nostra se echó a perder por las masacres ordenadas por Riina."
En la actualidad (2010), Calogero está cumpliendo varias cadenas perpetuas bajo el régimen carcelario del Artículo 41-bis.